# Wrightsville (Arkansas)
Wrightsville – miasto w Stanach Zjednoczonych, w stanie Arkansas, w hrabstwie Pulaski.